# Гебелома клейкая
Гебело́ма кле́йкая (лат. Hebelóma crustulinifórme) — гриб рода Гебелома (Hebeloma) семейства Паутинниковые (Cortinariaceae). Ранее род относили к семействам Строфариевые (Strophariaceae) и Больбитиевые (Bolbitiaceae). 

## Названия
Научные синонимы:
- Agaricus crustuliniformis Bull., 1787 basionym
- Hebelomatis crustuliniformis (Bull.) Earle, 1909
- Agaricus ossa J.F. Gmel., 1792

Русские синонимы:
- Гебелома корочкови́дная
- Ло́жный валу́й
- Хреновый гриб

По-английски гриб называется «отравленный пирог» (англ. poison pie) или «сказочный торт» (fairy cake).
Латинское название вида происходит от слова crustula — «пирожок», «корочка».

## Описание

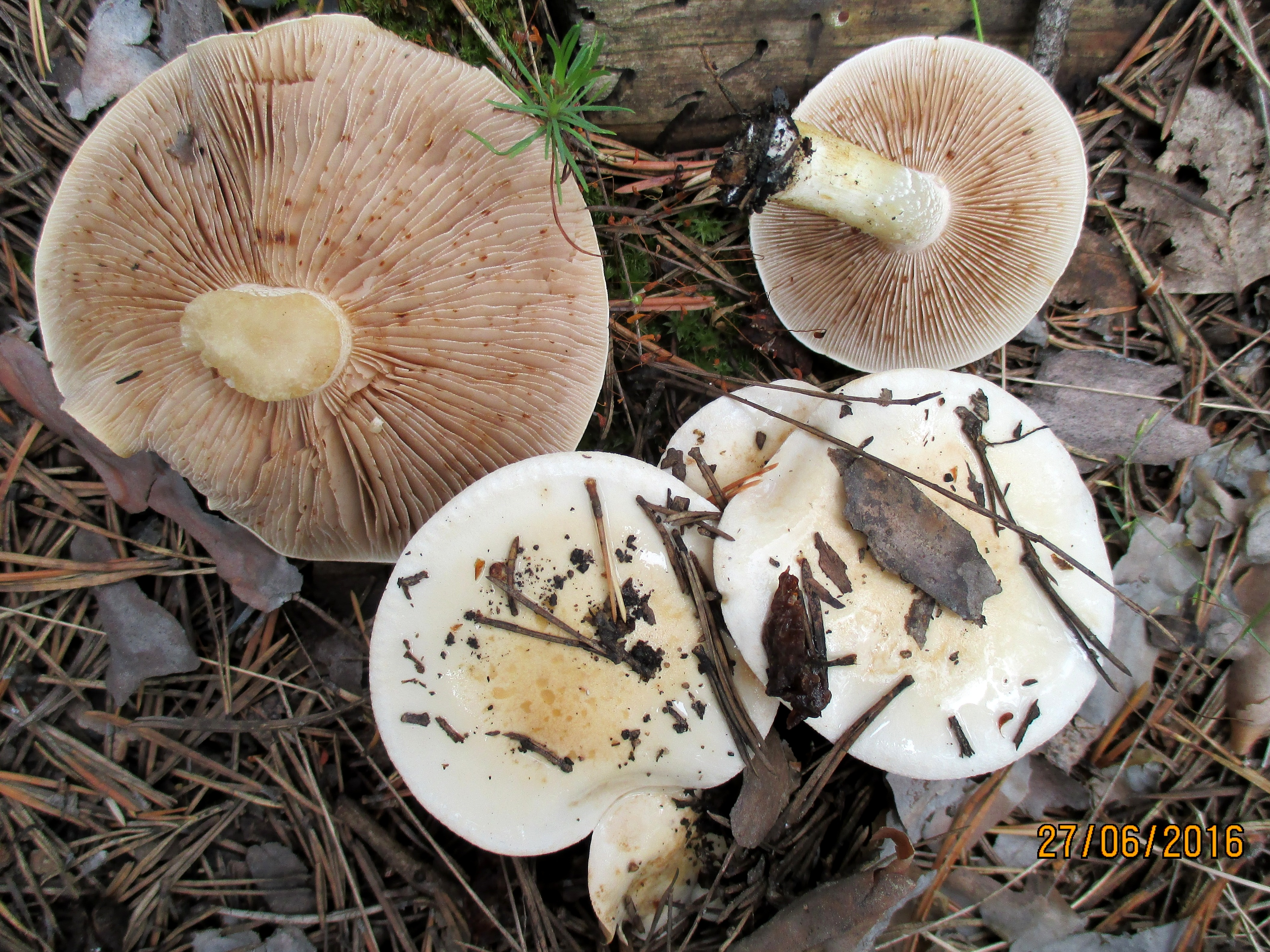

Шляпка диаметром 4—9 см, сначала полусферическая или округло-коническая с подвёрнутым краем, затем раскрывается до плоской с неровной поверхностью и бугорком в центре. Кожица гладкая и слегка клейкая, светло-жёлтая или желтовато-коричневая, более светлая по краям.
Мякоть компактная, относительно мягкая, белая, с горьким вкусом и неприятным запахом редьки или сырого картофеля.
Ножка высотой 3—8 см и 0,8—2 см в диаметре, цилиндрическая, иногда с утолщением в основании, у зрелых грибов полая, беловатая или жёлто-коричневая. Верхняя часть её покрыта мучнистым, легко стирающимся налётом.
Пластинки частые, приросшие зубцом, сначала белые, затем становятся охристыми или серо-коричневыми со светлым краем. На пластинках иногда можно заметить мелкие капельки млечной или прозрачной жидкости, содержащей зрелые споры, при высыхании они оставляют тёмные пятнышки.
Споровый порошок охристо-коричневый, споры 11×6 мкм, миндалевидные, складчатые.

### Изменчивость
Цвет шляпки может быть от грязно-белого до орехового, иногда кирпично-красный.

## Экология и распространение
Образует микоризу с различными деревьями, растёт на лугах и лесных полянах, на почве в хвойных и лиственных лесах, садах, парках. Распространена в северной умеренной зоне, завезена в Австралию. Плодоносит группами, часто образует кольца.
Сезон август — ноябрь, в местах с мягкими зимами её можно встретить и зимой.

## Сходные виды
Похожие грибы, относящиеся к тому же роду (все они несъедобны или слабо ядовиты, имеют похожий редечный запах, иногда запах напоминает какао):
- Гебелома углелюбная (Hebeloma anthracophilum) мельче и с более тёмной шляпкой, с мягкой ножкой, растёт на гарях.
- Гебелома опоясанная (Hebeloma mesophaeum) с тонкомясистой шляпкой каштаново-коричневого цвета и более тонкой ножкой
- Гебелома горчичная (Hebeloma sinapizans) крупнее, с более редкими пластинками и не такой слизистой шляпкой.
- Hebeloma edurum
- Hebeloma leucosarx
- Hebeloma pusillum с глинисто-коричневыми пластинками, растёт под ивами.
- Hebeloma griseopruinatum недавно описанный вид рода, обнаруженный в Дании

## Токсичность
Гриб ядовит. Симптомами отравления являются рвота, понос и колики в животе, которые проявляются через несколько часов после потребления. Токсичные вещества гриба до сих пор не были идентифицированы.